# Apgujeong (metropolitana di Seul)
Apgujeong (압구정역 - 狎鷗亭驛, Apgujeong-yeok) è una stazione della metropolitana di Seul servita dalla linea 3 della metropolitana di Seul. Si trova nel quartiere di Gangnam-gu, vicino alla sponda meridionale del fiume Han della città sudcoreana. La stazione serve la zona di Apgujeong-dong e Rodeo Street, famosa zona dello shopping.

## Linee
Seoul Metro
● Linea 3

## Struttura
La fermata della linea 3 è costituita da due marciapiedi laterali con due binari passanti protetti da porte di banchina.
| Direzione Daehwa | ● Linea 3 | per Jongno 3-ga, Gyeongbokgung, Yeonsinnae, Gupabal, Daegok e Daehwa |
| Direzione Ogeum  | ● Linea 3 | per Gosok-Terminal, Yangjae, Suseo e Ogeum                           |

## Stazioni adiacenti
| «       | Servizio | »       |
| Linea 3 | Linea 3  | Linea 3 |
| ------- | -------- | ------- |
| Oksu    | -        | Sinsa   |